# Tools 80
Tools 80 je souborový manažer pro počítače Sinclair ZX Spectrum a kompatibilní (například Didaktik) s připojenou disketovou jednotkou Didaktik 40 nebo Didaktik 80 a pro počítač Didaktik Kompakt. Jedná se o program českého původu, vydavatelem programu byla společnost Proxima - Software v. o. s.
Tools 80 umožňuje s disketou provádět následující operace:
- zobrazení informací o disketě,
- mapa diskety - vyznačení, jakým druhem dat jsou obsazeny jednotlivé sektory na disketě (soubor, adresář, volné místo, špatný sektor),
- přejmenování diskety,
- přejmenování souborů,
- nastavení atributů souborů,
- kopírování souborů,
- kopírování celé diskety,
- mazání souborů,
- obnovení smazaných souborů,
- zobrazení obrázků ze snapů,
- změna startovací adresy Basicového programu nebo počáteční adresy bloku CODE,
- formátování (možné formátovat i na nestandardní formáty),
- editace jednotlivých bajtů na disketě nebo v souboru.

Na rozdíl od svého předchůdce Tools 40, který umí pracovat pouze s jednou disketovou mechanikou, Tools 80 umí pracovat se dvěma mechanikami.
Modernizací vznikl Tools 128, tato novější verze již vznikla mimo společnost Proxima - Software v. o. s.